# 鶯野駅
鶯野駅（うぐいすのえき）は、秋田県大仙市鶯野字上村にある、東日本旅客鉄道（JR東日本）田沢湖線の駅である。

## 歴史
- 1965年（昭和40年）
  - 9月4日：日本国有鉄道（国鉄）が同年10月1日に開業することを発表[2]。
  - 9月30日：駅舎・ホームが未着工と判明し、開業を取り消し[2]。
  - 11月21日：国鉄生保内線に新設開業[3]。旅客のみを取り扱う駅員無配置駅[4]。
- 1966年（昭和41年）10月20日：路線の改編に伴い、田沢湖線の駅となる。
- 1987年（昭和62年）4月1日：国鉄分割民営化により、東日本旅客鉄道（JR東日本）の駅となる[5]。
- 2020年（令和2年）10月1日：角館駅の業務委託化に伴い、大曲駅管理となる。
- 2024年（令和6年）10月1日：えきねっとQチケのサービスを開始[1][6]。

## 駅構造
単式ホーム1面1線を有する地上駅である。ホーム上に待合所が設置されている。
大曲駅管理の無人駅である。

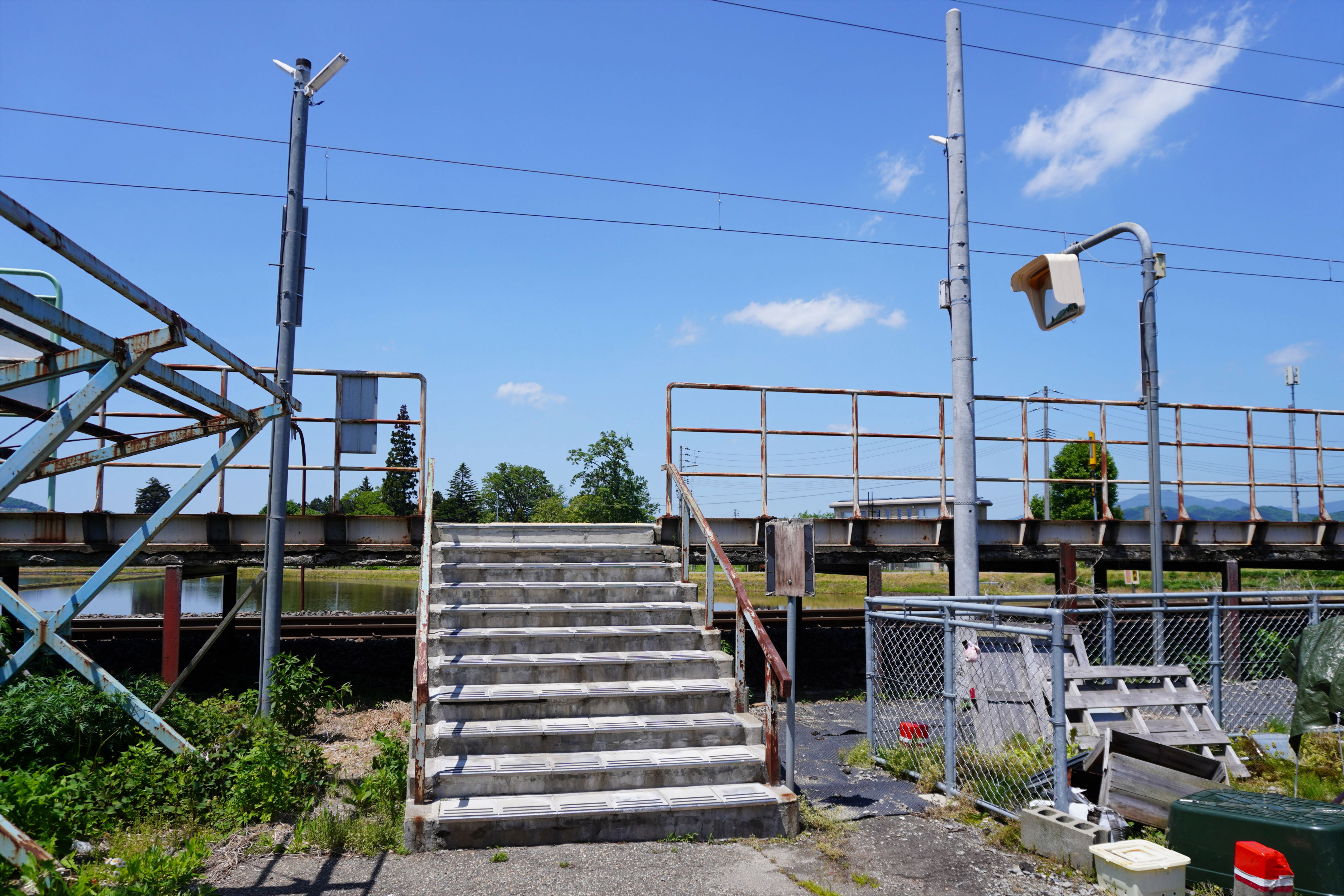
駅出入口（2024年5月）
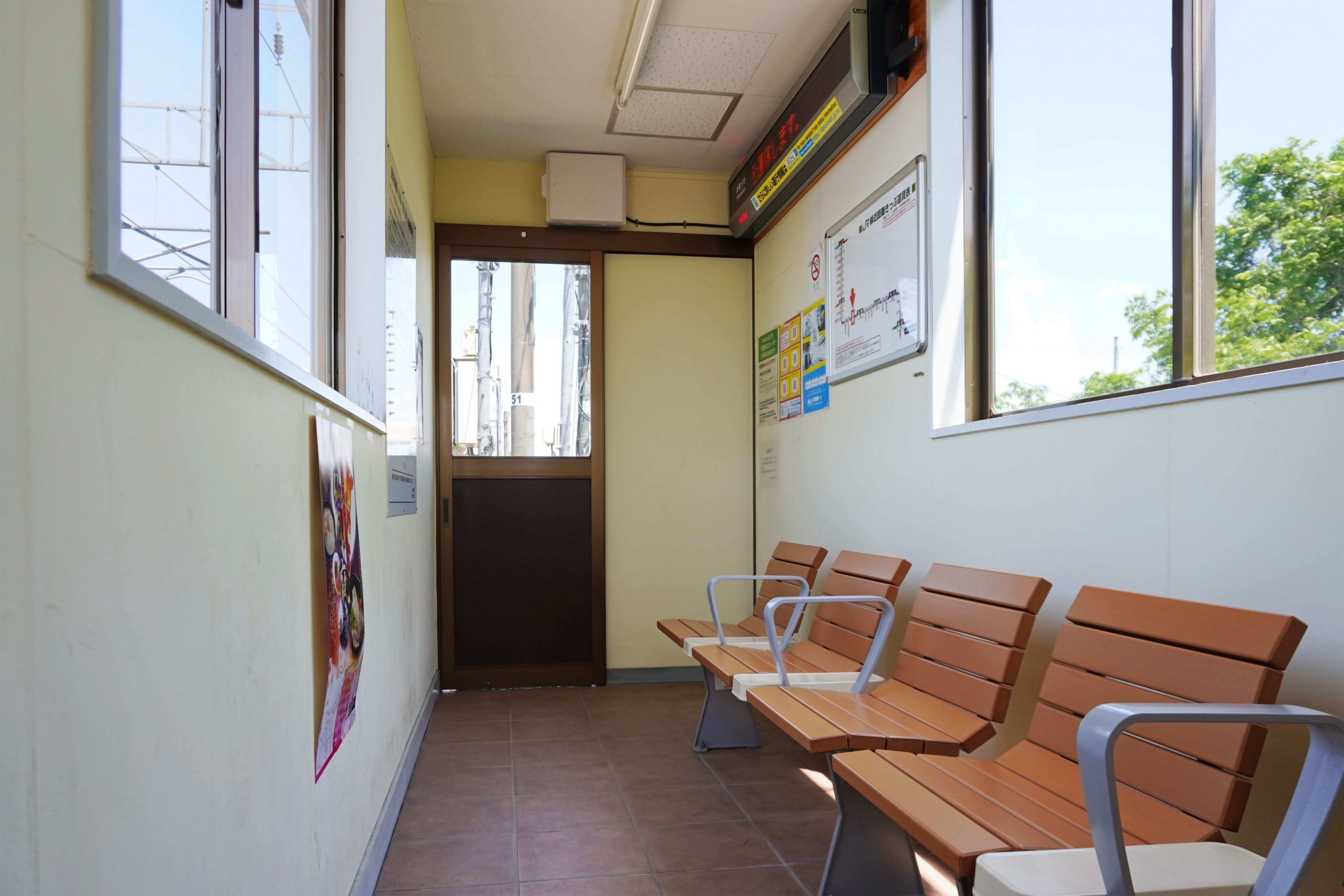
待合室（2024年5月）
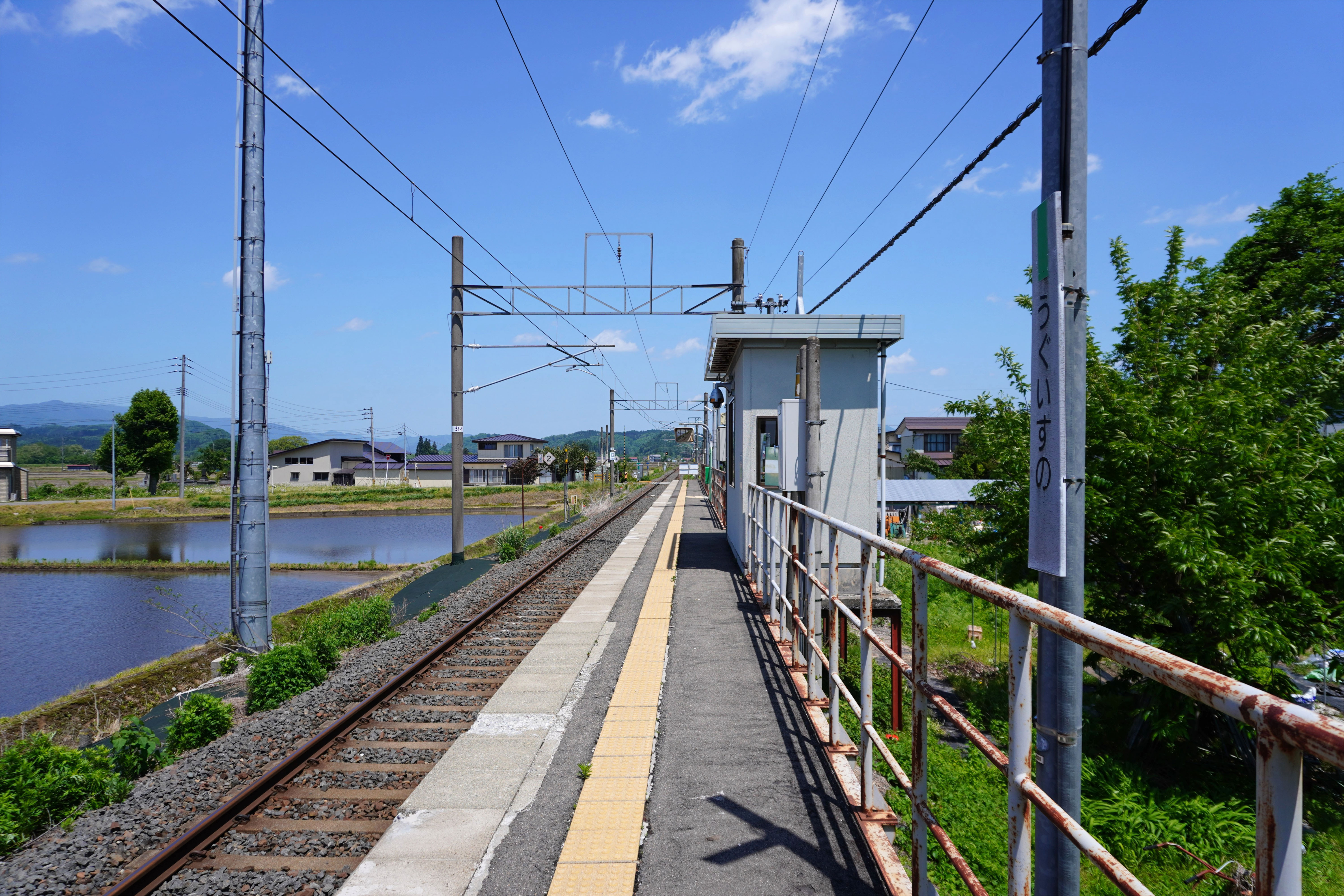
ホーム（2024年5月）

## 駅周辺
- 秋田県道11号角館六郷線
- 国道105号
- 玉川

## 隣の駅
東日本旅客鉄道（JR東日本）
■田沢湖線
角館駅 - 鶯野駅 - 羽後長野駅